# Discipline.
Discipline. ist eine US-amerikanische Progressive-Rock-Band, die im Jahr 1987 in Detroit gegründet wurde.

## Bandgeschichte
Als Parmenter, Bouda, Kennedy und Dzendzel die Band gründeten, gingen sie noch zur High-School. Sie machten sich in Detroit bald einen Namen für ihre Live-Auftritte, die Parmenter im Geiste Peter Gabriels in wechselnden Kostümen absolvierte. In den ersten Jahren nahmen sie außerdem einige Demos auf, bevor 1993 das Debütalbum Push & Profit erschien. Obwohl der Bandname an King Crimsons Album Discipline erinnerte, wurden Discipline. eher mit Van der Graaf Generator, Genesis und Marillion verglichen.
Dem Debüt folgte eine kurze Tour in Norwegen, ansonsten tourte die Band in den 1990ern ausgiebig in den Vereinigten Staaten, u. a. mit Ozric Tentacles, Steve Howe, Anekdoten, Present und echolyn. Im Jahr 1997 wurde das zweite Album veröffentlicht, im Jahr 1999 ein Livealbum. Parmenter legte Discipline. ab 2001 allerdings einige Jahre auf Eis, da er eine Solokarriere verfolgen wollte. Für das NEARfest 2008 kam die Originalbesetzung wieder zusammen und veröffentlichte 2011 ein neues Album. Zum 25-jährigen Bandjubiläum wurde das erste Demo neu aufgelegt, das vierte Album folgte 2017.

## Diskografie
- 1993: Push & Profit
- 1995: Live (VHS)
- 1997: Unfolded Like Staircase
- 1999: Into the Dream (Live)
- 2005: Live 1995 (DVD)
- 2010: Live Days (Aufnahmen von 1995 bis 1998)
- 2011: To Shatter All Accord
- 2013: Chaos Out of Order (25th Anniversary Reissue)
- 2014: This One’s for England (Live)
- 2017: Captives of the Wine Dark Sea